# Califatul Otoman

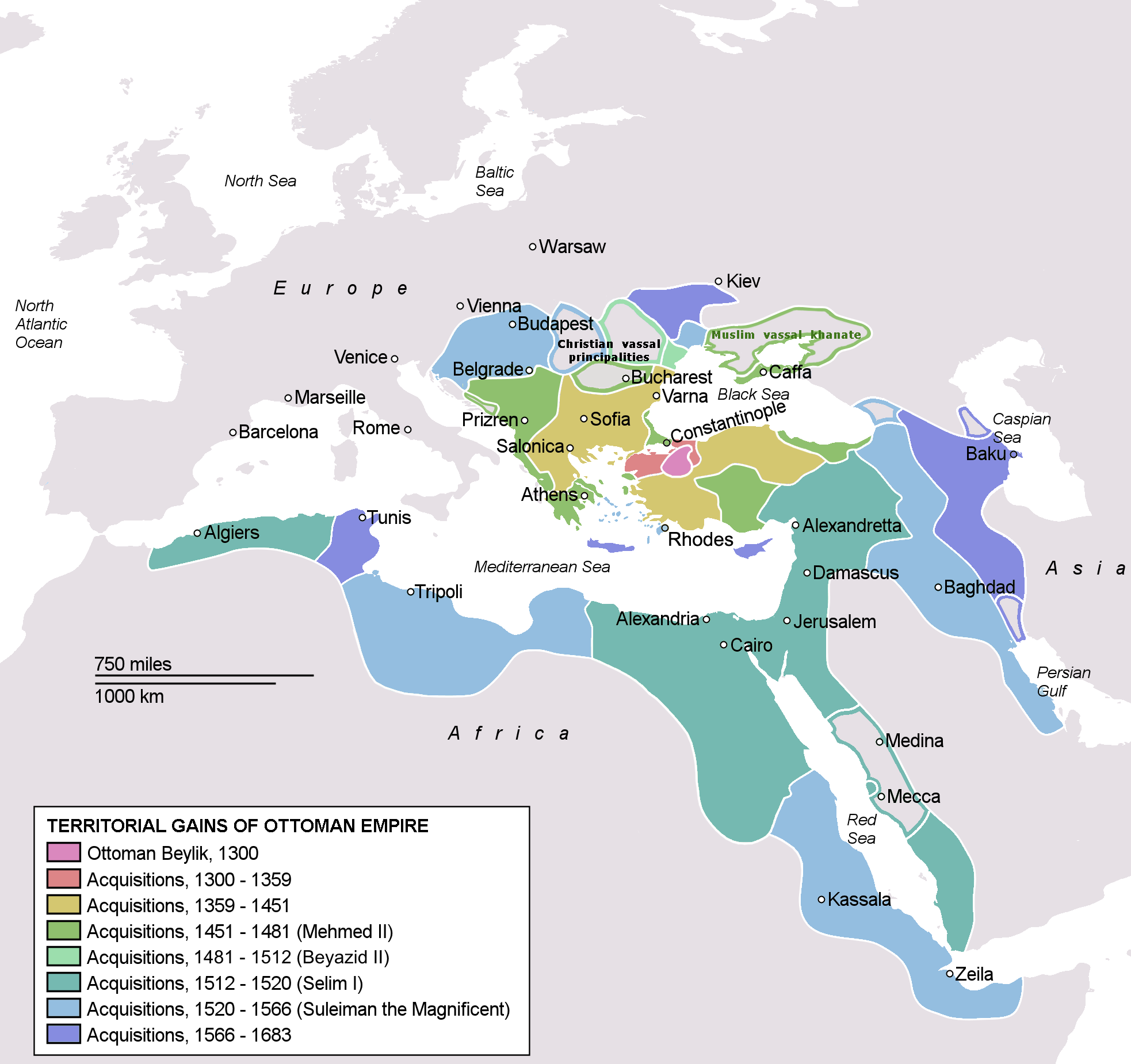
Imperiul Otoman în 1683

Califatul Otoman a reprezentat preluarea autorității califatului de la mamelucii egipteni în timpul domniei dinastiei otomane din Imperiul Otoman. 
În perioada de creștere a imperiului, conducătorii otomani începând cu Mehmed al II-lea au revendicat autoritatea de calif. Nepotul  lui Mehmed al II-lea, Selim I, după cucerirea și unificarea celei mai mari părți a teritoriilor locuite de musulmani, a devenit apărătorul locurilor sfinte ale Islamului. Decăderea Califatului Otoman a avut drept cauză eroziunea puterii în relație cu puterile creștine din Europa și a dispariției statului otoman odată cu împărțirea acestuia între puterile învingătoare în Primul Război Mondial. Sultan]ul Abdul Mejid al II-lea, după pierderea sultanatului, a mai păstrat poziția de calif pentru câțiva ani, dar odată cu înfăptuirea reformele lui Mustafa Kemal Atatürk, poziția de calif a fost abolită.